# ドイツ銀行ツインタワー
座標: 北緯50度06分49秒 東経8度40分05秒 / 北緯50.11361度 東経8.66806度
ドイツ銀行ツインタワー（ドイツ語: Deutsche Bank ZwillingstürmeまたはDeutsche Bank-Hochhaus）は、ドイツ銀行グループの本部が入居した超高層ビルであり、ドイツのフランクフルトにある金融街に位置している。

## 概要
タワーの建設は1979年に着工、1984年に竣工した。
ツインタワーどちらの建物も屋上部まで155メートルの高さがあり、西側のタワーが40階、東側のタワーが38階、地下は4階まである。総床面積は約6万平方メートル（645,834平方フィート）である。
建物の基部には、Sバーンのタウヌスアンラーゲ駅が位置している。また、スイスの彫刻家マックス・ビルにより製作された、世界最大の人型のモノリスが、タワー入口前面に設置されている。
このツインタワーはそのメディアによる取材の多さで、ドイツで最もよく知られた建造物の一つとなっている。当初、アメリカ合衆国のハイアットホテルアンドリゾーツ・グループが運営するホテルが入る建物として計画されていた。
フランクフルトにある他の超高層ビルのように、このツインタワーにも愛称があり、ドイツ語で借方（デビット）と貸方（クレジット）を表す「ゾル・ウント・ハーベン (Soll und Haben) 」と呼ばれている。2001年のアメリカ同時多発テロ事件により、ニューヨークにあった世界貿易センタービルの「ツインタワー」が倒壊した後にもかかわらず、フランクフルトに住む英語を話す人々の間では、単に「ツインタワー」と呼ばれている。